# Rio Belciugatele
O Rio Belciugatele é um rio da Romênia afluente do Rio Mostiştea, localizado no distrito de Ialomiţa,

Călăraşi.